# Tour de France 1934
| 28. Tour de France 1934 – Endstand |                     |                           |
| Streckenlänge                      | 23 Etappen, 4370 km | 23 Etappen, 4370 km       |
| Toursieger                         | Antonin Magne       | 147:13:58 h (29,681 km/h) |
| Zweiter                            | Giuseppe Martano    | + 27:31 min               |
| Dritter                            | Roger Lapébie       | + 52:15 min               |
| Vierter                            | Félicien Vervaecke  | + 57:40 min               |
| Fünfter                            | René Vietto         | + 59:02 min               |
| Sechster                           | Ambrogio Morelli    | + 1:12:02 h               |
| Siebenter                          | Ludwig Geyer        | + 1:12:51 h               |
| Achter                             | Sylvère Maes        | + 1:20:56 h               |
| Neunter                            | Mariano Cañardo     | + 1:29:02 h               |
| Zehnter                            | Vicente Trueba      | + 1:40:39 h               |
| Bergwertung                        | René Vietto         | 111 P.                    |
| Zweiter                            | Vicente Trueba      | 93 P.                     |
| Dritter                            | Giuseppe Martano    | 78 P.                     |
| Teamwertung                        | Frankreich          | Frankreich                |

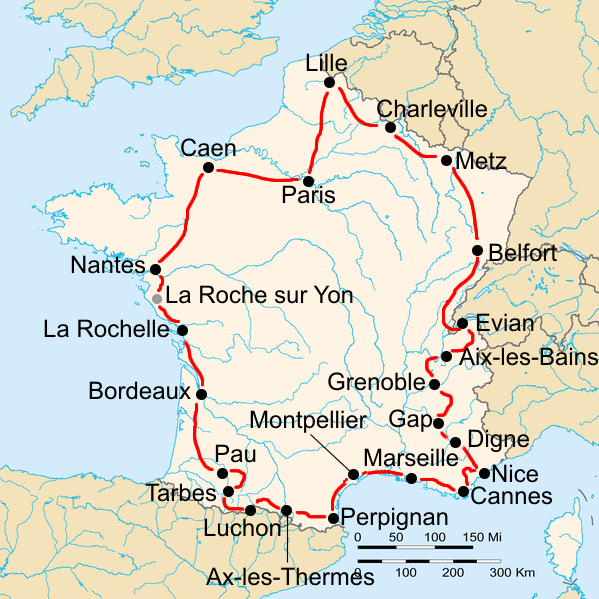
Strecke der Tour de France 1934 mit Start und Ziel in Paris. Gefahren im Uhrzeigersinn

Die 28. Tour de France fand vom 3. bis 29. Juli 1934 statt. Die Rundfahrt führte über 4363 km und bestand aus 23 Etappen. Zum ersten Mal gab es ein Einzelzeitfahren, die 90 Kilometer von La Roche-sur-Yon – Nantes mussten die Fahrer individuell zurücklegen. Anstoß für die Aufnahme des Zeitfahrens war, das Desgranges vom Erfolg des Rennens Grand Prix des Nations (das seine Konkurrenz von der Zeitung Paris-Soir ins Leben gerufen hatte) beeindruckt war. Von den nur 60 Teilnehmern wurden 39 klassifiziert.

## Rennverlauf
Die erste Etappe konnte der Vorjahressieger Georges Speicher für sich entscheiden. Über das Spitzenreitertrikot konnte er sich jedoch nur einen Tag lang freuen, denn bereits nach dem nächsten Teilstück musste er es wieder abgeben: Dem Franzosen Antonin Magne reichte auf der zweiten Etappe ein zweiter Platz, um das Gelbe Trikot zu übernehmen, Speicher kam mit einem Rückstand von einer Viertelstunde ins Ziel.
Magne konnte seine Führung bis ins Ziel nach Paris verteidigen und dabei noch eine Etappe sowie das erste Einzelzeitfahren der Tour-de-France-Geschichte für sich entscheiden. Speicher konnte sich über insgesamt fünf Etappensiege freuen. Auf der fünften Etappe von Belfort nach Évian-les-Bains ging es jedoch so knapp zu, dass er sich den Sieg mit René Le Grevès teilen musste.
Die dominierende Mannschaft das Französische Nationalteam, das 19 Etappensiege erzielte, von der ersten bis zur letzten Etappe das Gelbe Trikot in ihren Reihen trug und souverän die Mannschaftswertung gewann. Zudem gewann der Franzose René Vietto die Bergwertung.
Zum ersten Mal erreichte der Sieger eine Durchschnittsgeschwindigkeit von über 30 km/h: Antonin Magne erreichte einen Schnitt von 30,360 km/h.

## Die Etappen
| Etappen        | Start – Ziel                    | km       | Etappensieger                   | Gelbes Trikot    |
| -------------- | ------------------------------- | -------- | ------------------------------- | ---------------- |
| 1. Etappe      | Paris – Lille                   | 262      | Georges Speicher                | Georges Speicher |
| 2. Etappe      | Lille – Charleville-Mézières    | 192      | René Le Grevès                  | Antonin Magne    |
| 3. Etappe      | Charleville-Mézières – Metz     | 161      | Roger Lapébie                   | Antonin Magne    |
| 4. Etappe      | Metz – Belfort                  | 220      | Roger Lapébie                   | Antonin Magne    |
| 5. Etappe      | Belfort – Évian-les-Bains       | 293      | René Le Grevès Georges Speicher | Antonin Magne    |
| 6. Etappe      | Évian-les-Bains – Aix-les-Bains | 207      | Georges Speicher                | Antonin Magne    |
| 7. Etappe      | Aix-les-Bains – Grenoble        | 229      | René Vietto                     | Antonin Magne    |
| 8. Etappe      | Grenoble – Gap                  | 102      | Giuseppe Martano                | Antonin Magne    |
| 9. Etappe      | Gap – Digne-les-Bains           | 227      | René Vietto                     | Antonin Magne    |
| 10. Etappe     | Digne-les-Bains – Nizza         | 156      | René Le Grevès                  | Antonin Magne    |
| 11. Etappe     | Nizza – Cannes                  | 126      | René Vietto                     | Antonin Magne    |
| 12. Etappe     | Cannes – Marseille              | 195      | Roger Lapébie                   | Antonin Magne    |
| 13. Etappe     | Marseille – Montpellier         | 172      | Georges Speicher                | Antonin Magne    |
| 14. Etappe     | Montpellier – Perpignan         | 177      | Roger Lapébie                   | Antonin Magne    |
| 15. Etappe     | Perpignan – Ax-les-Thermes      | 158      | Roger Lapébie                   | Antonin Magne    |
| 16. Etappe     | Ax-les-Thermes – Luchon         | 165      | Adriano Vignoli                 | Antonin Magne    |
| 17. Etappe     | Luchon – Tarbes                 | 91       | Antonin Magne                   | Antonin Magne    |
| 18. Etappe     | Tarbes – Pau                    | 172      | René Vietto                     | Antonin Magne    |
| 19. Etappe     | Pau – Bordeaux                  | 215      | Ettore Meini                    | Antonin Magne    |
| 20. Etappe     | Bordeaux – La Rochelle          | 183      | Georges Speicher                | Antonin Magne    |
| 21. Etappe (a) | La Rochelle – La Roche-sur-Yon  | 81       | René Le Grevès                  | Antonin Magne    |
| 21. Etappe (b) | La Roche-sur-Yon – Nantes       | 90 (EZF) | Antonin Magne                   | Antonin Magne    |
| 22. Etappe     | Nantes – Caen                   | 275      | Raymond Louviot                 | Antonin Magne    |
| 23. Etappe     | Caen – Paris                    | 221      | Sylvère Maes                    | Antonin Magne    |